# Alfred Perot
Alfred Perot, francoski fizik, * 3. november 1863, Metz, † 28. november 1925, Pariz.
Skupaj s Fabryjem je oblikoval Fabry-Pérotov interferometer.

## Odlikovanja
- Rumfordova medalja